# 破滅の形容詞
『破滅の形容詞』（原題：Fugazi）は、イギリスのプログレッシブ・ロック・バンド、マリリオンが1984年に発表した2作目のスタジオ・アルバム。本作よりイアン・モズレイが加入した。

## 背景
ミック・ポインターの脱退後、バンドはアンディ・ウォード（元キャメル）を後任ドラマーに迎えて「ガーデン・パーティ」のミュージック・ビデオを撮影するが、ウォードはドラム・パートを十分コピーできていなかったことから、ジョン・マーターを加入させる。なお、1983年8月27日にはウォードがパーカッション、マーターがドラムスを担当する形でレディング・フェスティバルに出演しており、この時のライブ音源は、2008年リリースのボックス・セット『Early Stages - The Official Bootleg Box Set 1982-1987』のディスク4に収録された。その後、アメリカ人ドラマーのジョナサン・ムーヴァーの起用を経て、イアン・モズレイが正式メンバーとなる。
原題の「Fugazi」は「めちゃくちゃな」という意味合いの言葉で、当時フィッシュが読んでいた書籍『NAM 禁じられた戦場の記憶』（マーク・ベーカーによりまとめられたベトナム戦争の退役軍事たちの回想録）に使われていた。

## 反響・評価
全英アルバムチャートでは20週チャート圏内に入り、最高5位を記録。また、スウェーデンのアルバム・チャートでは23位に達し、同国において初のトップ40入りを果たす。本作からの先行シングル「パンチ&ジュディ」は全英シングルチャートで29位に達し、続く「暗殺者」は全英22位を記録した。
John Franckはオールミュージックにおいて5点満点中4点を付け「アレンジは極めて上質だが、前作ほど統一感がなく焦点が絞られていない」とする一方で「"Assassing"、"Incubus"、そして、とりわけタイトル曲は、バンドの芝居がかった魅力を最良の形で紹介している」と評している。

## 収録曲
特記なき楽曲はデレク・ディック（フィッシュ）、マーク・ケリー、スティーヴ・ロザリー、ピート・トレワヴァスの共作。
1. 暗殺者 - "Assassing" - 7:02
2. パンチ&ジュディ - "Punch & Judy" (Derek Dick, Mark Kelly, Steve Rothery, Pete Trewavas, Jonathan Mover) - 3:21
3. ジグソー・パズル - "Jigsaw" - 6:50
4. エメラルド・ライズ - "Emerald Lies" (D. Dick, M. Kelly, S. Rothery, P. Trewavas, Ian Mosley) - 5:11
5. 彼女はカメレオン - "She Chameleon" - 6:54
6. 夢魔 - "Incubus" - 8:31
7. フゲィジ - "Fugazi" (D. Dick, M. Kelly, S. Rothery, P. Trewavas, I. Mosley) - 8:02

### 1998年リマスターCDボーナス・ディスク
1. "Cinderella Search (12" Version)" (D. Dick, M. Kelly, S. Rothery, P. Trewavas, I. Mosley) - 5:32
2. "Assassing (Alternate Mix)" - 7:41
3. "Three Boats Down from the Candy" (D. Dick, M. Kelly, S. Rothery, P. Trewavas, Mick Pointer, Diz Minnett) - 4:01
4. "Punch & Judy (Demo)" (D. Dick, M. Kelly, S. Rothery, P. Trewavas, J. Mover) - 3:50
5. "She Chameleon (Demo)" - 6:34
6. "Emerald Lies (Demo)" (D. Dick, M. Kelly, S. Rothery, P. Trewavas, I. Mosley) - 5:32
7. "Incubus (Demo)" - 8:10

## 参加ミュージシャン
- フィッシュ - ボーカル
- スティーヴ・ロザリー - ギター
- マーク・ケリー - キーボード
- ピート・トレワヴァス - ベース
- イアン・モズレイ - ドラムス

アディショナル・ミュージシャン
- クリス・カレン - パーカッション
- リンダ・パイク - バッキング・ボーカル(on #6)